# Rovná hoľa (Chopok)
Rovná hoľa – miejsce w górnej części Doliny Demianowskiej w Niżnych Tatrach na Słowacji. Jest to położone na wysokości 1477 m bardziej połogie miejsce na zachodnich stokach grzbietu Konský grúň. Nazwy tej zaczęto używać od czasu budowy kolejki linowej POMA z Zahradek. Na Rovnej hoľi znajduje się stacja przesiadkowa narciarskiego wyciągu.

## Szlak turystyczny
Luková – Rovná hoľa – Široká dolina – Široká dolina zaver. Czas przejścia: 1.25 h, ↓ 1.35 h